# Jasmin Handanović
Jasmin Handanović (Liubliana, RFS de Yugoslavia, 28 de enero de 1978) es un exfutbolista esloveno de ascendencia bosníaca que jugaba como guardameta. Se retiró como profesional tras el final de la temporada 2020-21. Su dorsal número 33 fue retirada por el NK Maribor.
Es primo del también exfutbolista Samir Handanović, jugador que ha llegado a jugar en la selección eslovena y en el Inter de Milán durante varios años. 
El 1 de noviembre de 2017, en una derrota por 3-0 contra el Liverpool por la fase de grupos de la Liga de Campeones de la UEFA, se convirtió en el portero más longevo en atajar un penal en dicha competición, a la edad de 39 años y 274 días.

## Selección nacional
Fue internacional con la selección eslovena en 8 partidos internacionales. Fue convocado para la Copa del Mundo de 2010, como suplente de su primo Samir Handanović.

### Participaciones en Copas del Mundo
| Mundial                        | Sede      | Resultado      | Partidos | Goles |
| ------------------------------ | --------- | -------------- | -------- | ----- |
| Copa Mundial de Fútbol de 2010 | Sudáfrica | Fase de grupos | 0        | 0     |

## Clubes
| Club                      | País      | Año       |
| ------------------------- | --------- | --------- |
| NK Svoboda                | Eslovenia | 1994      |
| NK Olimpija Ljubljana     | Eslovenia | 1996-2005 |
| NK Grosuplje (cedido)     | Eslovenia | 2001      |
| NK Triglav Kranj (cedido) | Eslovenia | 2002      |
| NK Zagorje (cedido)       | Eslovenia | 2002-2003 |
| NK Svoboda (cedido)       | Eslovenia | 2003-2004 |
| NK Svoboda (cedido)       | Eslovenia | 2005      |
| FC Koper                  | Eslovenia | 2005-2007 |
| Mantova FC                | Italia    | 2007-2010 |
| Empoli FC                 | Italia    | 2010-2011 |
| NK Maribor                | Eslovenia | 2011-2021 |

## Palmarés

### Campeonatos nacionales
| Título                 | Club                  | País      | Año  |
| ---------------------- | --------------------- | --------- | ---- |
| Copa de Eslovenia      | NK Olimpija Ljubljana | Eslovenia | 2000 |
| Copa de Eslovenia      | FC Koper              | Eslovenia | 2006 |
| Copa de Eslovenia      | FC Koper              | Eslovenia | 2007 |
| Primera Liga           | NK Maribor            | Eslovenia | 2012 |
| Copa de Eslovenia      | NK Maribor            | Eslovenia | 2012 |
| Supercopa de Eslovenia | NK Maribor            | Eslovenia | 2012 |
| Primera Liga           | NK Maribor            | Eslovenia | 2013 |
| Copa de Eslovenia      | NK Maribor            | Eslovenia | 2013 |
| Supercopa de Eslovenia | NK Maribor            | Eslovenia | 2013 |
| Primera Liga           | NK Maribor            | Eslovenia | 2014 |
| Supercopa de Eslovenia | NK Maribor            | Eslovenia | 2014 |
| Primera Liga           | NK Maribor            | Eslovenia | 2015 |
| Copa de Eslovenia      | NK Maribor            | Eslovenia | 2016 |
| Primera Liga           | NK Maribor            | Eslovenia | 2017 |
| Primera Liga           | NK Maribor            | Eslovenia | 2019 |

### Distinciones individuales
| Distinción                                      | Año  |
| ----------------------------------------------- | ---- |
| Portero del año en la Primera Liga de Eslovenia | 2016 |
| Portero del año en la Primera Liga de Eslovenia | 2012 |
| Jugador del año en el NK Maribor                | 2016 |
| Portero del año en la Primera Liga de Eslovenia | 2017 |
| Portero del año en la Primera Liga de Eslovenia | 2018 |